# フラッシュカット
フラッシュカットとは、アニメ・ドラマ等の映像媒体で使用されている、特殊な映像表現手法の一つ。本来はクロスカッティング（フラッシュバック）と呼ぶべきもので、その誤用が普及したものである。

## 概要
多くの場合フラッシュカットとは、0.2～1秒程度で瞬間的に映像カットを変化させていく映像手法である。
0.2秒以下になると、サブリミナル映像と誤解される場合があり、使用される映像によっては注意が必要である。(投資バラエティー番組『マネーの虎』では、0.2秒でサブリミナル映像だと糾弾された。)
フラッシュカットは、おおまかに下記の三種に大別される。その他、これらに属さない、もしくは複数を合わせたような手法も存在する。
BGMのリズムに合わせて行われる方法。
1つ目の方法は、リズムに合わせて行う方法である。リズムとカットのタイミングが合っていないと非常に見苦しくなってしまうため、曲と絵のリズムをよく合わせる必要がある。この方法は特にオケヒットなどのリズム系の音色に合わせて、1拍ずつリズムに合わせて行われることが多い。
オープニングテーマやアーティストのPV等でも使用されることが少なくない。エヴァンゲリオンのAメロ最後のオケヒット部分や、Bメロの4小節目などがこれに該当する。
リズムに合わせず、ランダムに切り替えていく方法。
2つ目の方法は、あえてリズムのタイミングに映像を合わせないことで、リズムを強調しない形で次々に映像を切り替えていく手法である。0.5～2秒くらいの比較的にゆったりとしたランダムな間隔で、次々に細かく映像を切り替えていく方法である。
アニメやドラマの群像劇などにおいても、BGMの流れる中でよく使用される。テレビドラマ『太陽にほえろ』『踊る大捜査線』のOPなどが、これに該当する。
ランダムに連続して、極めて早いタイミングで行われる方法。
3つ目の方法は、0.3秒未満のタイミングで極めて速く映像を次々に切り替えていく手法である。リズムに合わせる場合もあれば、リズムに合わせない場合もある。サブリミナルとは違って肉眼で認識はできるが、内容を追いきれないほど細かく映像を切り替えることで、漠然としたイメージだけを伝える目的で使用される。
エヴァンゲリオンのOP後半のサビの部分が、これに該当する。サスペンス要素やミステリ要素を持つ作品において、本編内の謎などを映像イメージだけで訴求したい場合に向いており、エヴァンゲリオン以降では多くのアニメやドラマのオープニングなどで使用されるようになった。

## 歴史
ドラマ
フラッシュカット的なフィルム（映像）の編集方法は決して新しくはない。例えば1970年代のテレビドラマ『太陽にほえろ!』のOPでも使われており、オープニングの導入部分においてフラッシュカットにより「登場する各刑事のカット」を挿入している。
また、庵野秀明も私淑した昭和の映画人・岡本喜八監督は1996年にアニメ誌『アニメージュ』で庵野監督と対談し、TV版『エヴァンゲリオン』を見て親近感を覚えたと発言している。
アニメ
アニメにおいては、フラッシュカットという手法自体は昔から使用されていた。フラッシュカット自体は、特別なテクニックや機材などまったく必要のない単純な演出方法の一つである。
しかし、フラッシュカットが特に注目を集め始めたのは、1995年に放映されたテレビアニメ『新世紀エヴァンゲリオン』のオープニングアニメでの演出である。序盤の流れるような世界観の表現から、中盤のオケヒットのリズムに合わせたフラッシュカット、そして後半のランダムで畳み掛けるような連続フラッシュカットという一連の演出は、視聴者のみならず同業界の制作者達を含め、社会的にも大きな影響を与えた。これ以降、多くのアニメ・ドラマ・映画・プロモーション映像などにおいて同様の手法や演出が取り入れられ、一般的な手法と認知された。